# Republika Środkowoafrykańska na Letnich Igrzyskach Olimpijskich 2000
Republikę Środkowoafrykańska na Letnich Igrzyskach Olimpijskich 2000 reprezentowało 3 zawodników, 1 mężczyzna i 2 kobiety.

## Skład kadry

### Lekkoatletyka
Mężczyźni
- Mickaël Conjungo

rzut dyskiem (odpadł w kwalifikacjach)
Kobiety
- Maria-Joëlle Conjungo

bieg na 100 m przez płotki (odpadła w 1 rundzie eliminacji)

### Łucznictwo
Kobiety
- Henriette Youanga

indywidualnie (odpadła w 1/32 eliminacji)